# Lamborghini Miura
O Miura foi o modelo de supercarro da Lamborghini, modelo este que foi produzido entre 1967 e 1973, em Sant'Agata Bolognese, Itália. O bólido foi um marco para a empresa, sendo o primeiro supercarro da mesma. Após o 350 GT, 400 GT, Islero / Islero S, Espada e Jarama / Jarama S, ele foi o sexto veículo produzido pela marca. Possuiu uma motorização de V12 e foi considerado o supercarro mais veloz de sua época.
O Lamborghini Miura foi o primeiro supercarro da Lamborghini que debitava mais de 300cv. O chassi foi desenhado e desenvolvido por Gian Paolo Dallara, que mais tarde fundou a Dallara Automobili. O projeto inicialmente foi desenvolvido no tempo livre dos três engenheiros envolvidos, sem o conhecimento de Ferruccio Lamborghini. 
Foram construídos 3 protótipos do Miura antes de sua produção em série. O chassi foi exposto em 1965, no Salão de Turim, impressionando os visitantes que por lá passavam.
Em 1973, sua produção teve fim e deu lugar a seu sucessor, o Lamborghini Countach, um outro super carro da marca que se tornou amplamente conhecido.

## História

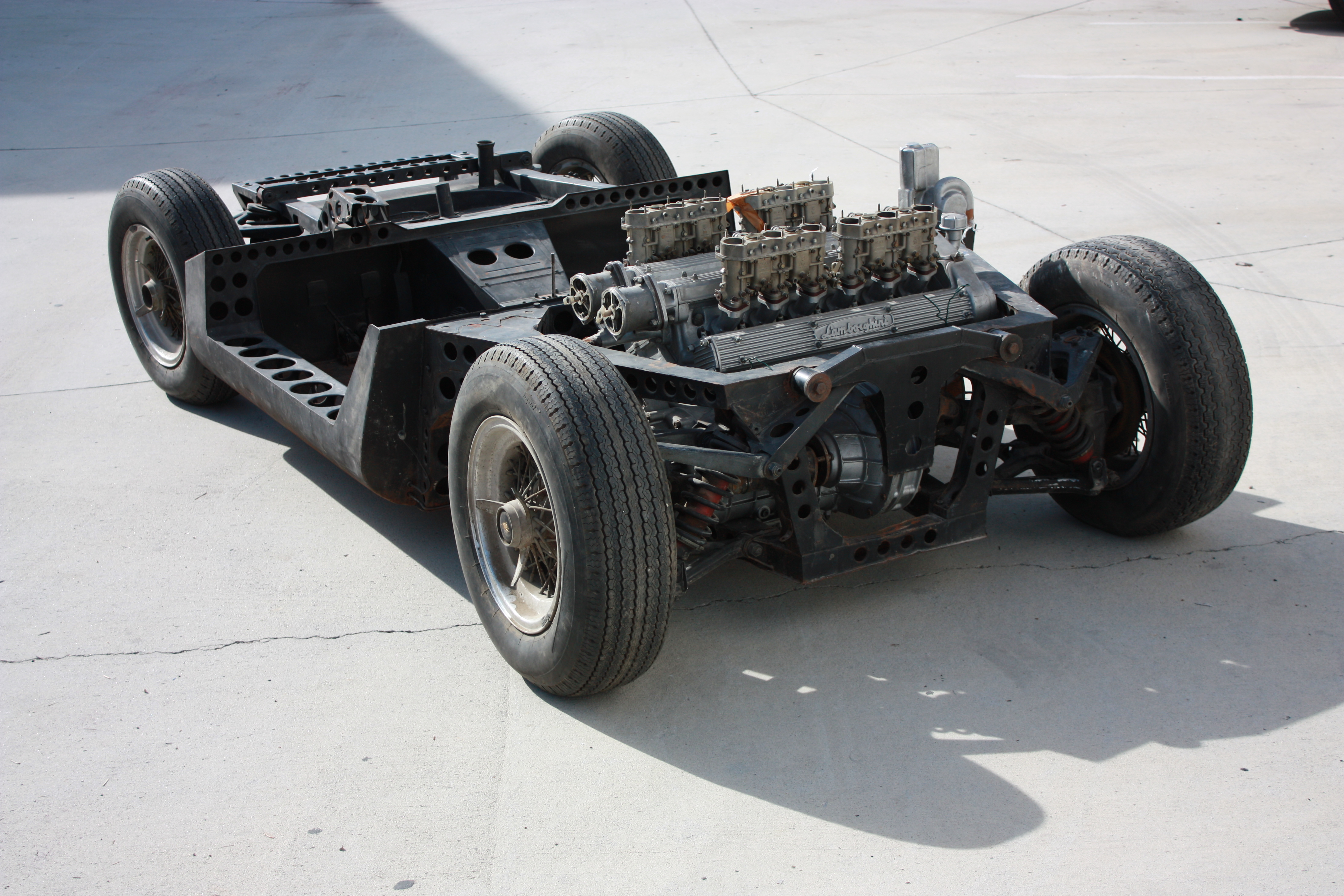
O protótipo do chassi Miura mostrado no Salone dell'Automobile di Torino de 1965

Durante o ano de 1965, três engenheiros da Lamborghini, Gian Paolo Dallara, Paolo Stanzani e Bob Wallace investiram seu tempo livre no desenvolvimento de um carro protótipo conhecido como P400. Os engenheiros imaginavam um carro de uso urbano com pedigree de corrida, um que pudesse vencer na pista e ser conduzido nas ruas por entusiastas. Os homens trabalhavam no seu design à noite, na esperança de convencer o fundador da companhia, Ferruccio Lamborghini, que esse veiculo não seria tão caro nem tão distante da essência da empresa. Quando finalmente apresentaram o projeto, Ferruccio Lamborghini deu aos seus engenheiros carta branca por acreditar que o P400 era uma ferramenta de marketing potencialmente valiosa, se não mais.
O carro equipava um motor central montado transversalmente, isso era um ponto fora da curva comparado aos veículos anteriores da Lamborghini. O V12 também era incomum nele, pois foi efetivamente "espremido" com a transmissão e o diferencial, refletindo a falta de espaço no design compacto. O chassi exposto foi exibido no Salão de Turim em 1965. Os visitantes da feira impressionados e encomendaram algumas unidades do veículo, apesar da falta de uma carroceria do carro naquele momento.

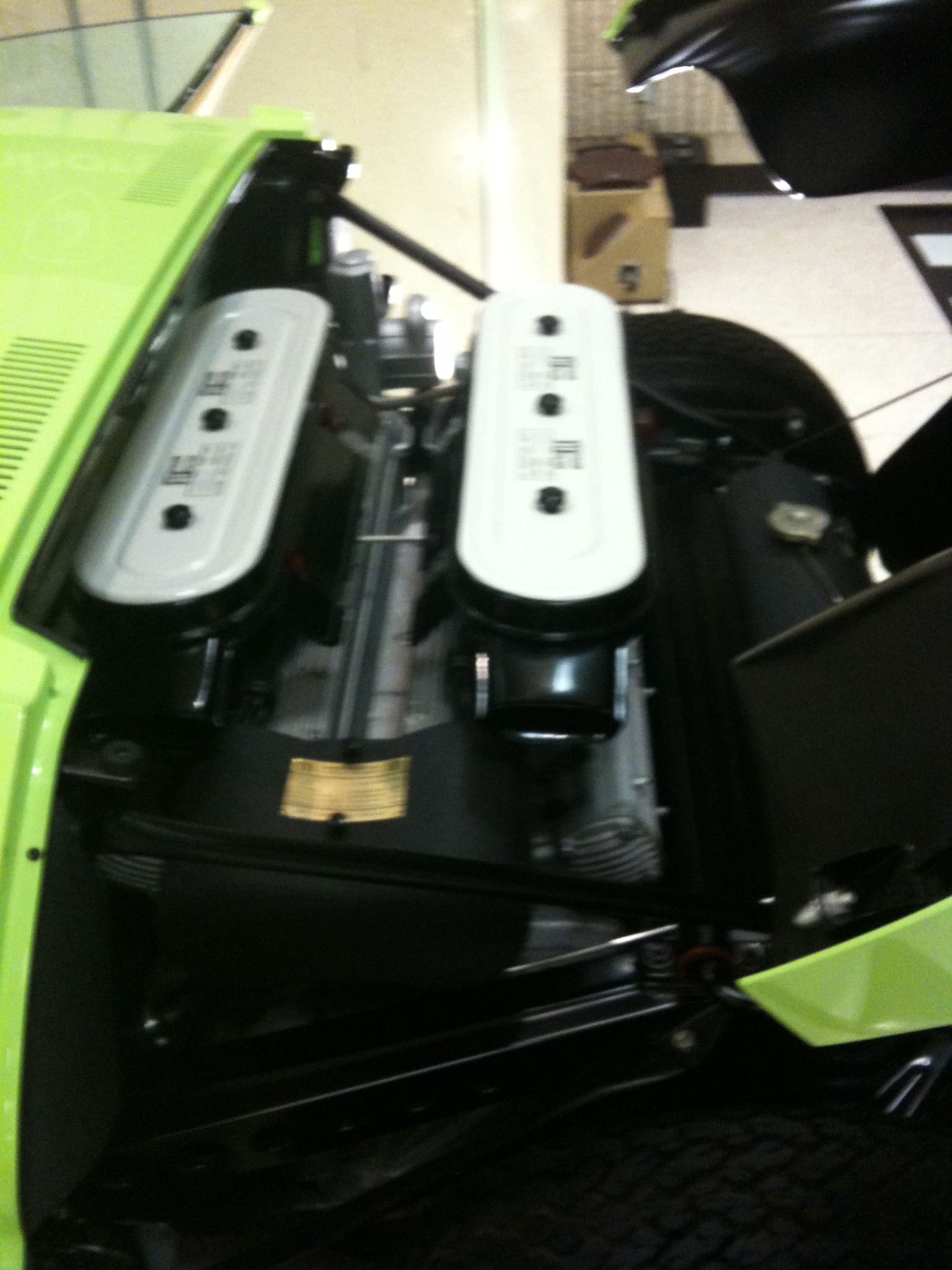
Motor do Miura S 1968

A Bertone foi encarregada de desenvolver a carroceria do protótipo, que foi finalizada apenas no dia anterior a sua estreia no Salão Internacional do Automóvel de Genebra de 1966. Nenhum dos engenheiros teve tempo para checar se o motor cabia no cofre do motor. Comprometidos em mostrar o carro, eles decidiram encher o cofre do motor com lastro e manter o capô fechado durante todo o evento, como tinham feito três anos antes para apresentar o 350GTV. O chefe de vendas, Sgarzi, foi forçado a despistar membros da imprensa automotiva que queriam ver a unidade de força do P400. Despite esse contra tempo, o carro foi a maior atração do evento, imediatamente impulsionando a reputação do designer Marcello Gandini.
A recepção fervorosa em Genebra significava que o P400 entraria em produção no ano seguinte. O nome "Miura" (pronúncia espanhola: [ˈmjuɾa]), assim como a famosa imagem "Toro Bravo espanhol", foi escolhido e passou equipar a nova logo da companhia. O carro ganhou a atenção internacional dos entusiastas automotivos, quando foi escolhido para a abertura da sequencia da versão original de 1969 de The Italian Job. Em entrevistas à jornais da época Ferruccio Lamborghini era reticente sobre a data precisa de seu nascimento, mas expressou que ele nasceu sob o signo de Touro.

### P400

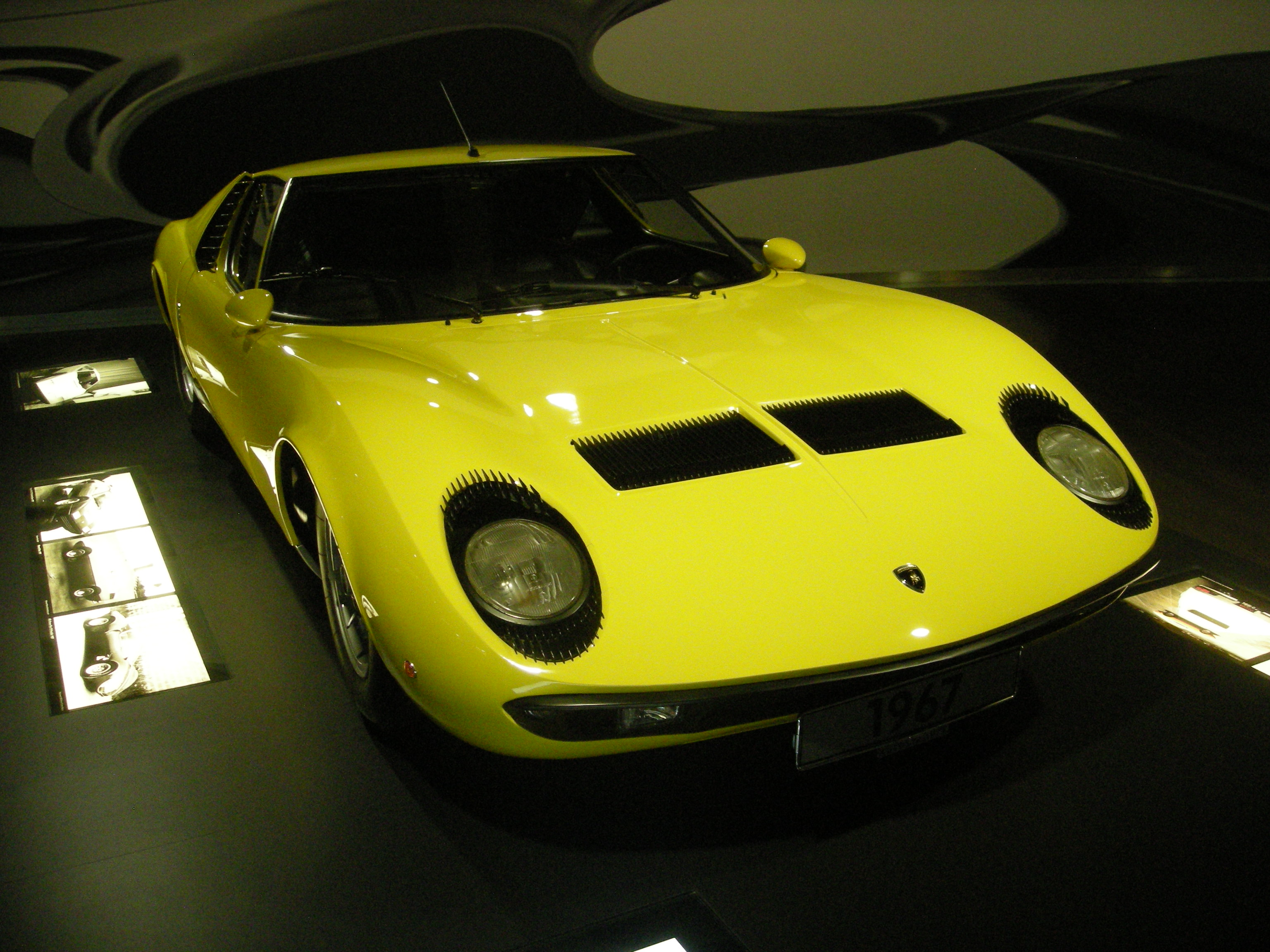
1967 Miura P400

Os primeiros modelos do Miura são conhecidos como P400 (para Posteriore 4 litri). Era movido por uma versão do motor 3.9 L do clássico Lamborghini V12 usado no 400GT até então. O motor era montado na transversal e produzia 350 cv (257 kW). Entre 1966 e 1969 foram produzidos exatamente 275 unidades do P400 – um sucesso para a Lamborghini, apesar de seu preço de US$ 20.000 em 1966 (equivalente a US$ 158,625.93 em 2020).
Seguindo à deixa do Morris Mini, a Lamborghini produziu o motor e a transmissão em uma unica peça fundida. O conjunto possuía um sistema lubrificação compartilhado, e isso perdurou até o 96º modelo "SV", quando então os elementos foram separados para permitir que os lubrificantes corretos fossem usados em cada um.
Alegações não oficiais afirmam que as primeiras 125 unidades do Miuras foram fabricadas com chapas de aço mais finas com 0,9 mm (0,0354 in) espessura e isso os tornavam mais leves que as unidades produzidas posteriormente. Todos os carros tinham carroceria e portas de aço, com seções da carroceria em alumínio na parte frontal e traseira. Os carros eram originalmente calçados de fabrica com pneus Pirelli Cinturato 205VR15 (CN72).

#### Prémios
O Miura ganhou o prestigiado troféu Gran Turismo na edição de 2008 do Pebble Beach Concours d'Elegance, e foi recriado no jogo Gran Turismo 5.

### P400S

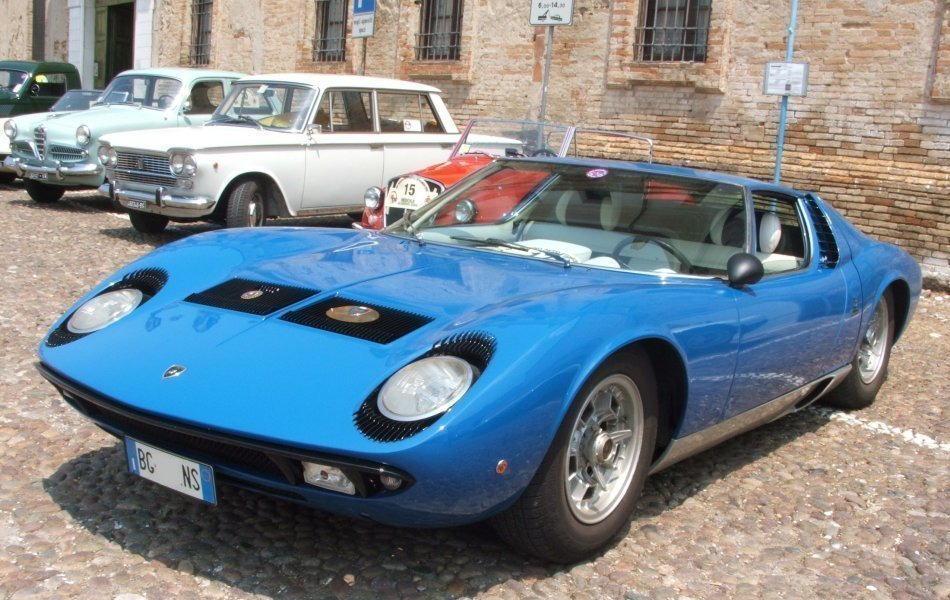
Lamborghini Miura P400S (1968).

O Miura P400S, também conhecido como o Miura S, fez sua primeira aparição no salão de Turim em novembro de 1968, onde o chassis original foi apresentado três anos antes. Ele tinha pequenas revisões em relação ao P400, com a adição de vidros elétricos, acabamentos cromados ao redor das janelas e faróis, novo console superior com novos botões, coletor de admissão 2 mm mais largo, comando de válvulas com perfil diferente, e painel traseiro do porta-malas remodelado (permitindo um pouco mais de espaço para bagagem). O motor também foi revisado, agora com 20 cv (14,7 kW) a mais.
Outras revisões se limitaram a melhorar o conforto, como a tampa do porta-luvas com trava, a posição do acendedor de cigarro e da alavanca do limpador de para-brisa invertida. Outras melhorias que incluíam vidros elétricos e a adição opcional do ar condicionado, estavam disponíveis por USD 800. Cerca 338 Miura P400S foram produzidos entre dezembro de 1968 e março de 1971. Um S (chassis #4407) era propriedade de Frank Sinatra. Miles Davis também tinha um, que ele bateu em outubro de 1972 sob influencia de cocaína, quebrando os dois tornozelos. Eddie Van Halen tinha um e é possível ouvir ele acelerando durante a ponte na musica Panama.

### P400SV

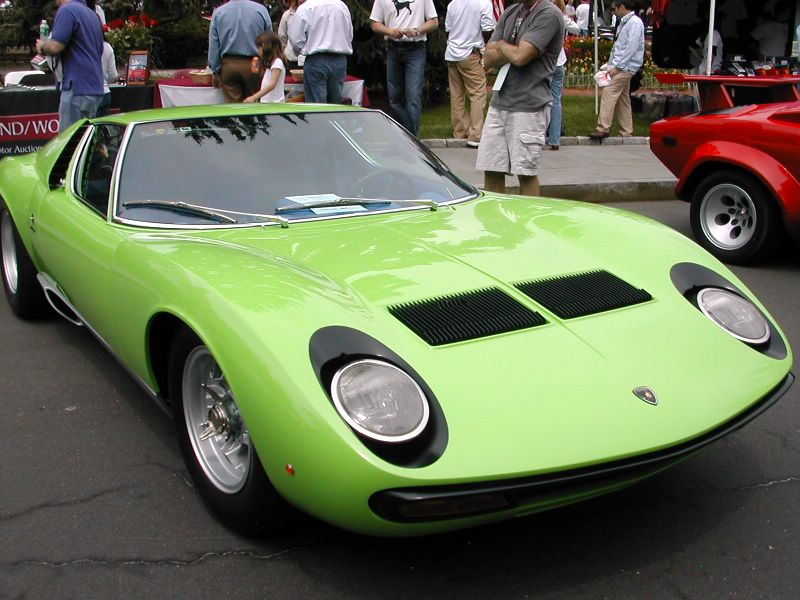
Miura P400SV. Note à falta de "sobrancelhas" em volta dos faróis

O ultimo e mais famoso Miura, o P400SV ou Miura SV foi apresentado em 1971. Ele possuía comando de válvulas com mais "agressivo" e 4 carburadores Weber triplos. Essas modificações deram ao motor mais 15 cv (11,0 kW), indo para 385 cv (283,2 kW) à 7850 rpm e a torque máximo de 400 Nm (295,0 lb·ft) à 5750 rpm. As últimas 96 unidades de força dos SV tiveram seus sistemas lubrificação separados. A transmissão agora tinha seu próprio sistema de lubrificação completamente separado do motor, que permitiu uso de lubrificantes apropriados para o câmbio e para o motor. Isso também reduziu às preocupações de que limalhas provenientes da caixa de câmbio pudessem viajar para o motor e provocasse danos desastrosos e caríssimos, além de facilitar a aplicação opcional de um diferencial de deslizamento limitado.
O SV poderia ser distinguido do seu predecessor por sua falta de "sobrancelhas" em volta dos faróis, para-lamas traseiros mais largos para acomodar as novas rodas de tala 9 in (228,6 mm) e pneus Pirelli Cinturato, e lanternas traseiras diferentes. No total foram produzidos 150 SV.
No manual do proprietário dos SV havia um erro de impressão que indicava que as válvulas de admissão era maior que o seu tamanho real, a medida estava erroneamente expressa no sistema imperial ao invés do sistema métrico. As válvulas de admissão e escape em todos os Lamborghini V12 de 4 litros tinham as mesmas medidas em todos os modelos. Esse erro de impressão do tamanho da válvula de admissão também poderia ser encontrado nos manuais do Espada 400GT e do Countach LP 400/LP 400S.

### P400 Jota

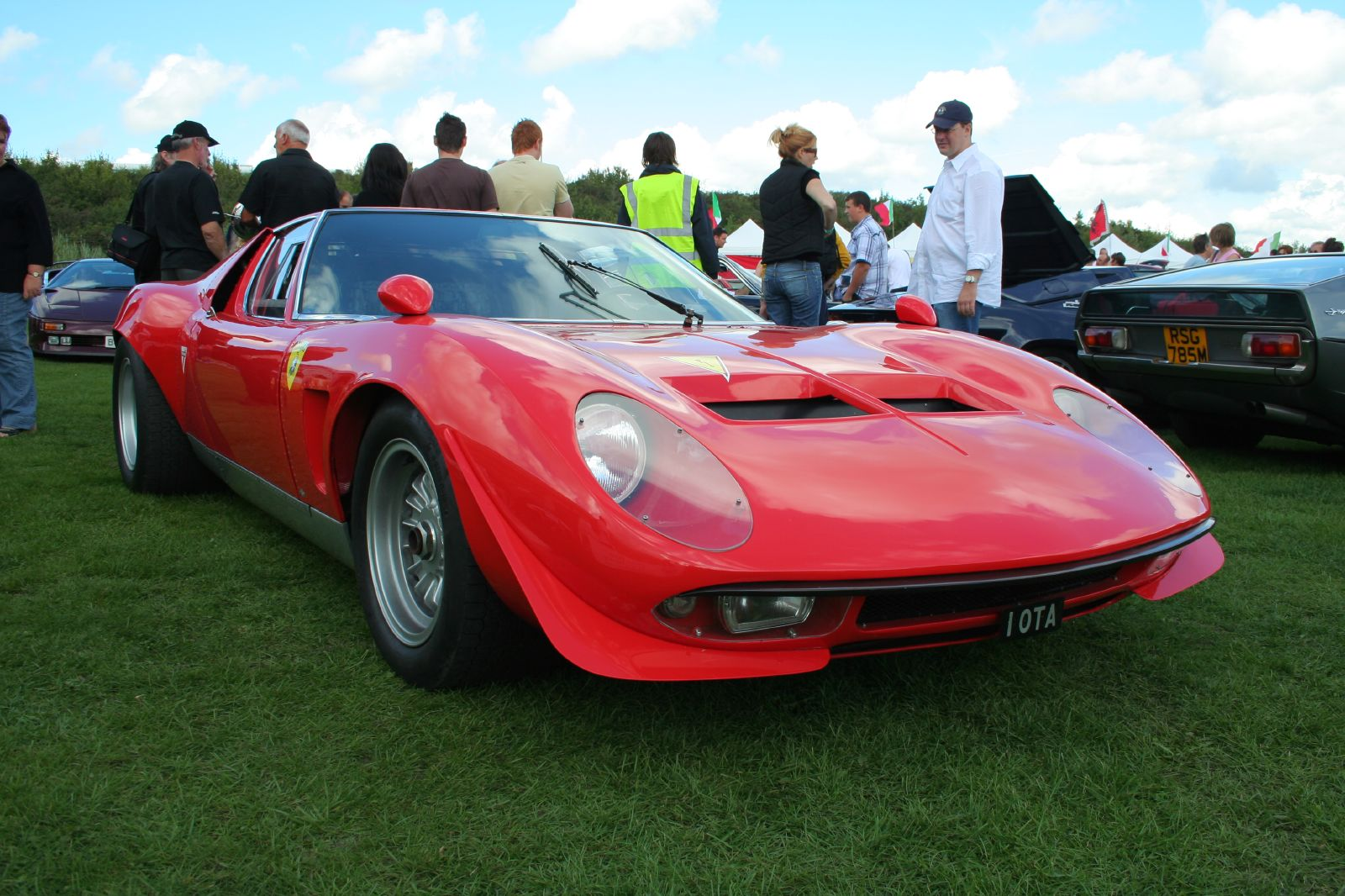
Uma recriação do Miura P400 Jota

Em 1970, Bob Wallace — Piloto de testes da Lamborghini, criou uma mula de teste que estava em conformidade com os regulamentos de corrida do Apêndice J da FIA. O carro foi apropriadamente chamado de Miura Jota. Wallace fez modificações extensas no chassis e motor original do Miura. A redução de peso incluiu a substituição dos componentes do chassi de aço e dos painéis da carroçaria pela leve liga de alumínio Avional e a substituição das janelas laterais por versões de plástico, com o carro resultante pesando aproximadamente 800 lb (363 kg) a menos do que o Miura de produção Um spoiler dianteiro foi adicionado e os faróis foram substituídos por unidades fixas e com carenagem. Wallace substituiu os dois tanques de combustível menores, montados no assoalho, por um única unica célula maior. A suspensão foi reformulada e alargada (9" na frente, 12" na traseira) e rodas mais leves foram montadas. O motor foi modificado para produzir de 418 hp (312 kW) à 440 hp (328 kW) à 8800 rpm, com uma maior taxa de compressão, comando de válvulas mais "agressivo", ignição eletrônica, lubrificação por cárter seco e um sistema de escape menos restritivo. Esse exemplar único acabou sendo vendido a um cliente exclusivo após testes extensivos. Em abril de 1971, o carro foi batido em um anel viário ainda não aberto em torno da cidade de Bréscia e queimou até o virar cinzas.
Acreditava-se amplamente que o Jota tinha o número de chassi #5084 (um número bem fora de sequência para a data em questão), isso foi esclarecido pelo especialista em Miura Joe Sackey em seu livro The Lamborghini Miura Bible que este não é esse o caso, e que #5084 é de fato um SV modificado de fábrica para SVJ.
Uma recriação do Jota foi posteriormente realizada por Chris Lawrence, da Wymondham Engineering, para o proprietário de um Lamborghini Miura, Piet Pulford, do Reino Unido, no chassi # 3033.

### P400 SV/J

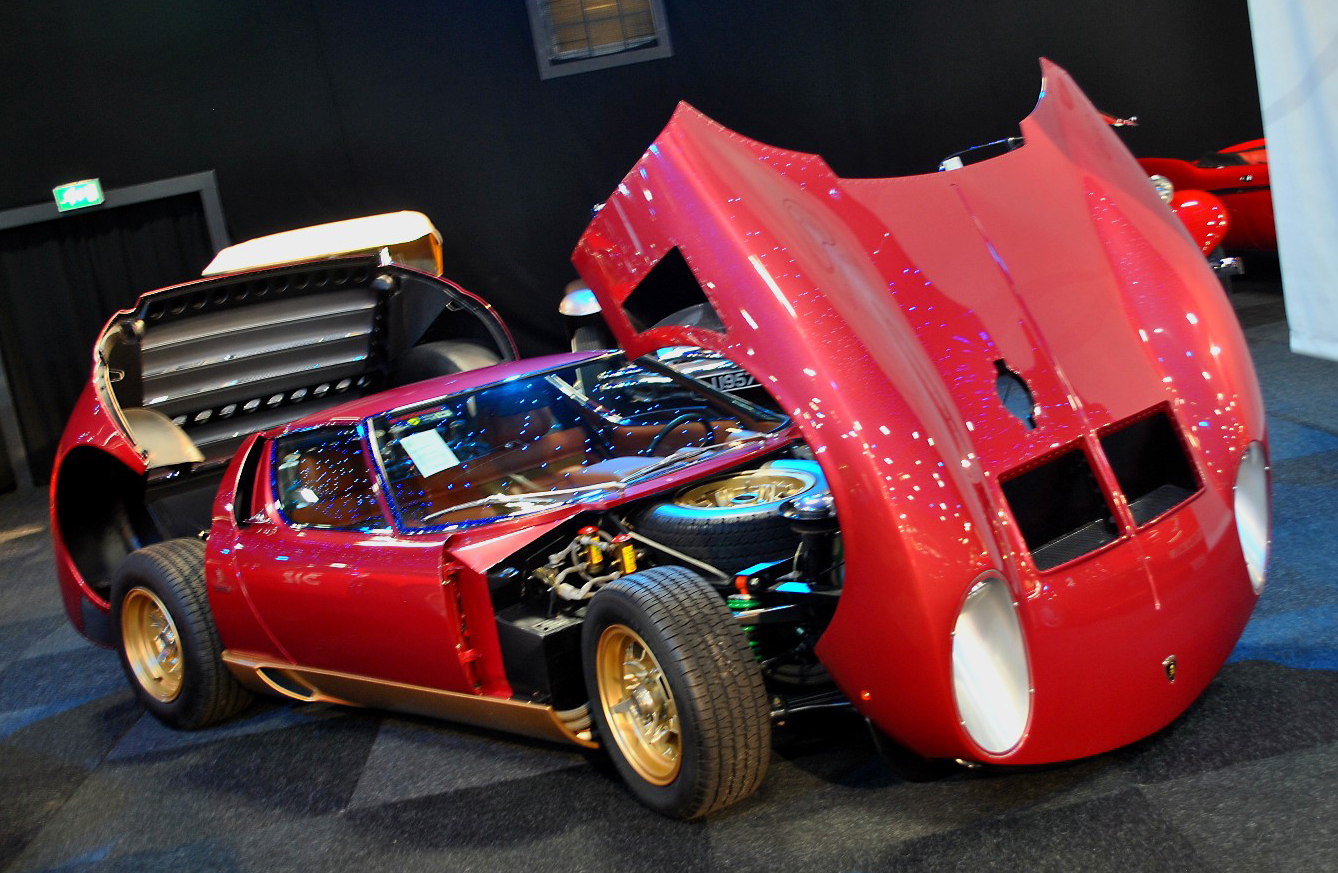
Lamborghini Miura SVJ

Inicialmente conhecia-se apenas seis exemplares do Miura SV/J que foram construídos pela pela fabrica durante o período em que o Miura ainda estava em produção, um foi produzido ainda novo (chassis #5090) e outros cinco foram convertidos em SV (chassis #4934, #4860, #4892, #4990 & #5084).
Um desses carros, chassis #4934, foi construido para o Xá do Irão — Mohammad Reza Pahlavi. O xá guardou este carro sob guarda armada com outro SV no palácio real de Teerã. Depois que ele fugiu do país durante a revolução Iraniana, seus carros foram confiscados pelo governo iraniano. O SV/J foi vendido em Dubai em 1995. Em 1997 esse carro foi vendo em um leilão no Brooks auction para Nicolas Cage, por USD 490,000, tornando-se o modelo mais caro do leilão. Cage vendeu o carro em 2002. Preços maiores foram alcançados desde então — a exemplo disso o SVJ #4892 foi vendido por $1.9M.
Dos carros originalmente conhecidos por terem a documentação SVJ, um sétimo foi adicionado a lista (chassis #4892). Originalmente era um SV que foi convertido pela fabrica entre 1971 e 1975, e restaurado por Gary Bobileff em 2007.
Um oitavo SV/J foi construído pela Lamborghini entre 1983 e 1987 usando um chassi de Miura S remanescente. Esse carro foi feito para Jean Claude Mimran, um dos irmãos Mimran, então proprietários da Lamborghini.  A maioria dos especialistas não o reconhecem como um SVJ "oficial" devido ao fato de ter sido convertido (embora feito pela fábrica) muito tempo depois do fim da produção do Miura.
Outros Miuras posteriormente foram modificados para as especificações SVJ (tentando imitar os SVJs originais de fábrica) por várias empresas da Suíça, EUA e Japão.

### Roadster

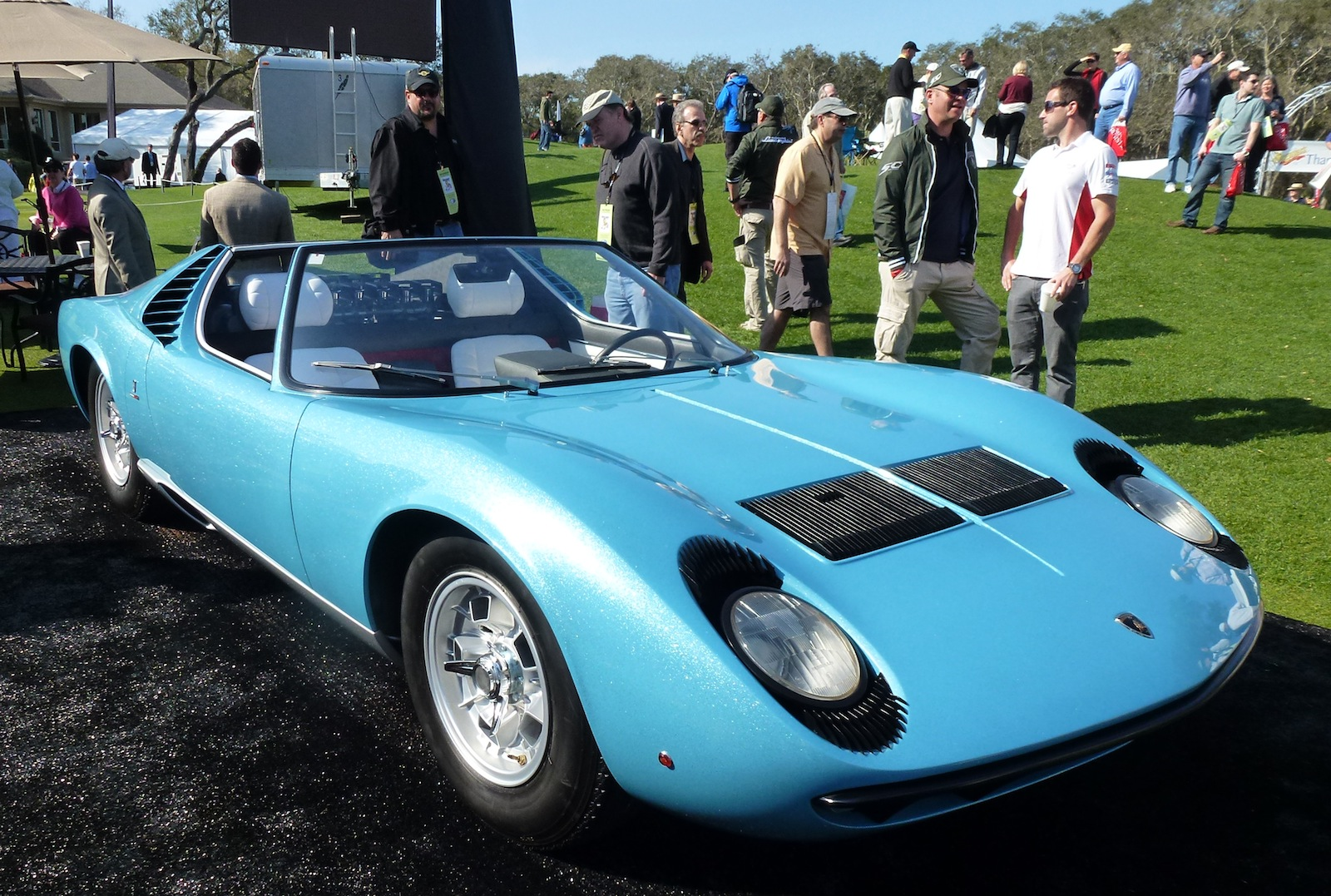
Miura Roadster em Amelia Island em 2013.

Outro one-off, o Miura Roadster (algo mais parecido com um modelo tipo targa, mas sem qualquer teto removível) foi produzido pelo Gruppo Bertone como um show car. Baseado no P400, foi mostrado pela primeira vez no Brussels Auto Show de 1968. Após ter sido exibido em diversos salões de automóveis o carro foi vendido para a International Lead Zinc Research Organization (ILZRO), que o tornou em um veiculo de demonstração para demonstrar as possibilidades de uso de ligas de zinco em carros. O carro foi renomeado de ZN75. Alguns outros Miuras também tiveram seus tetos removidos, mas o Miura Roadster da Bertone foi o único Miura de teto aberto de fabrica.
Em 2006 o ZN75 foi comprado pelo Adam Gordon — dono de um incorporação imobiliária. Gordon entregou o carro à Bobileff Motorcars em San Diego, Califórnia para que restaurassem e devolvesse ao Roadster da Bertone sua forma original. O carro restaurado fez sua primeira aparição em agosto de 2008 no Pebble Beach Concours d'Elegance. Em 2013 o Miura Roadster fez sua aparição no Amelia Island Concours d'Elegance

### P400 SVJ Spider

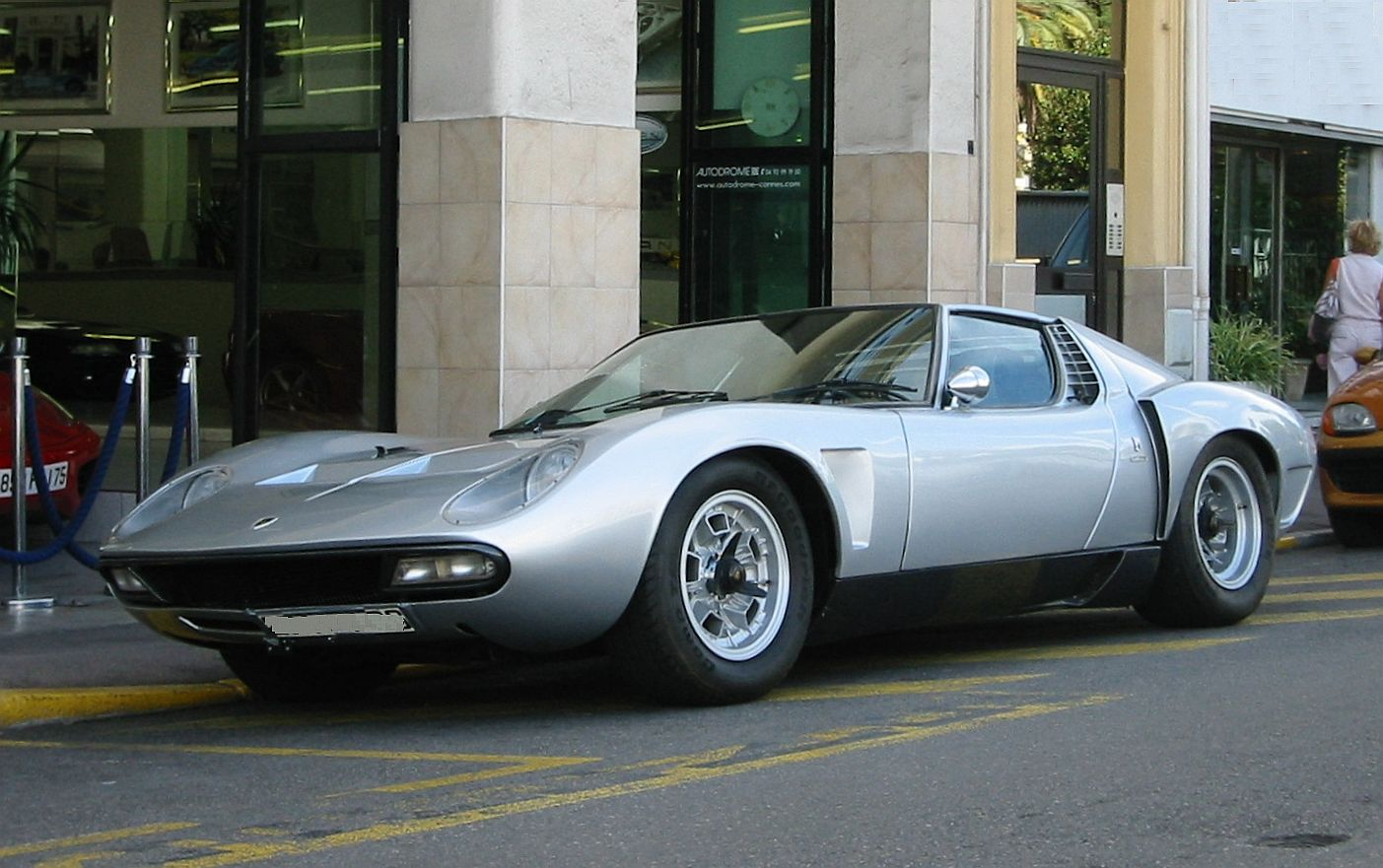
Miura 4808 com o teto targa no lugar

Esse exemplar único do Miura foi mostrado durante a edição de 1981 do Salão Automóvel de Genebra ao lado de outros novos modelos Lamborghini (Jalpa e o LM002)logo após o novo CEO da empresa, Patrick Mimran, assumiu a fábrica, embora nunca tenha sido autorizada como modelo de produção.
Com pintura em branco pérola, o SVJ Spider era o Miura S amarelo apresentado anteriormente  no Salão Automóvel de Genebra de 1971 e usa o chassi #4808. Equipado com rodas largas e uma asa traseira refletindo o renascimento da marca, foi erroneamente considerado por alguns como um protótipo para uma possível série limitada de Miura Spider, enquanto na verdade era simplesmente um carro de exposição de produção única, construído em nome da importadora suíça de Lamborghini (Lambo-Motor AG) e, como tal, não é uma modificação oficial da fábrica ou, de fato, tem qualquer ligação com à fábrica, exceto na versão original de 1970.
Posteriormente foi comprado pelo colecionador suíço de Lamborghini, Jean Wicki. O carro teve sua asa traseira e o spoiler diantero removidos e foi pintado em prata, aproximando o estilo da Berlinetta SVJ. A Lamborghini specialist Autodrome comprou o carro de Wicki e restaurou sua carroceria e estofados em parceria com a Carrosserie Lecoq. Pintado tradicional verde limão Miura, o carro acabou sendo vendido a um colecionador parisiense. O carro tem problemas de rigidez e condução (conforme descrito pelo especialista em Miura, Joe Sackey).
Além das modificações particulares, existem apenas dois Miuras "abertos", apresentados oficialmente em feiras internacionais de automóveis: o Bertone Miura Roadster, exibido no próprio estande da Bertone em Bruxelas, em 1968, e este exemplar de produção única, mostrado no estande da Lamborghini no Salão Automóvel de Genebra em 1981.

## Especificações
| Lamborghini Miura                 | P400                                                                                                 | P400S                                                                                                | P400SV                                                                                               |
| --------------------------------- | --- | --- | --- |
| Produção:                         | 1966–69 275 produzidos                                                                               | 1968–71 338 produzidos                                                                               | 1971–73 150 produzidos                                                                               |
| Motor:                            | 60° V-12 Quatro tempos; central-traseiro transversal tração traseira                                 | 60° V-12 Quatro tempos; central-traseiro transversal tração traseira                                 | 60° V-12 Quatro tempos; central-traseiro transversal tração traseira                                 |
| Diâmetro x Curso:                 | 82 x 62 mm (3.23 X 2.44 in)                                                                          | 82 x 62 mm (3.23 X 2.44 in)                                                                          | 82 x 62 mm (3.23 X 2.44 in)                                                                          |
| volume de deslocamento:           | 3 929 cm³ (239,8 in³)                                                                                | 3 929 cm³ (239,8 in³)                                                                                | 3 929 cm³ (239,8 in³)                                                                                |
| Potência @ rpm:                   | 350 cv (257 kW) @ 7000                                                                               | 370 cv (272 kW) @ 7700                                                                               | 385 cv (283 kW) @ 7850                                                                               |
| Torque @ rpm:                     | 355 Nm (36,2 kgf-m) @ 5000                                                                           | 388 Nm (39,6 kgf-m) @ 5500                                                                           | 400 Nm (40,8 kgf-m) @ 5750                                                                           |
| Taxa de compressão:               | 9.5 : 1                                                                                              | 10.7 : 1                                                                                             | 10.7 : 1                                                                                             |
| Sistema de alimentação:           | Aspiração natural, quatro carburadores IDL40 3C Weber                                                | Aspiração natural, quatro carburadores IDL40 3C Weber                                                | Aspiração natural, quatro carburadores IDL40 3C Weber                                                |
| Árvore de cames:                  | DOHC por bancada de cilindros, sincronização por corrente, Tuchos mecânicos, 2 válvulas por cilindro | DOHC por bancada de cilindros, sincronização por corrente, Tuchos mecânicos, 2 válvulas por cilindro | DOHC por bancada de cilindros, sincronização por corrente, Tuchos mecânicos, 2 válvulas por cilindro |
| Arrefecimento:                    | Liquido                                                                                              | Liquido                                                                                              | Liquido                                                                                              |
| Transmissão:                      | transmissão manual de 5 velocidades, relação 4.083:1                                                 | transmissão manual de 5 velocidades, relação 4.083:1                                                 | transmissão manual de 5 velocidades, relação 4.083:1                                                 |
| Sistema elétrico:                 | 12 volt                                                                                              | 12 volt                                                                                              | 12 volt                                                                                              |
| Suspensão dianteira:              | braços sobrepostos, Molas helicoidais, Barra estabilizadora                                          | braços sobrepostos, Molas helicoidais, Barra estabilizadora                                          | braços sobrepostos, Molas helicoidais, Barra estabilizadora                                          |
| Suspensão traseira:               | braços sobrepostos, Molas helicoidais, Barra estabilizadora                                          | braços sobrepostos, Molas helicoidais, Barra estabilizadora                                          | braços sobrepostos, Molas helicoidais, Barra estabilizadora                                          |
| Freios:                           | Discos de freio Girling nas 4 rodas, Aturadores hidráulicos                                          | Discos de freio Girling nas 4 rodas, Aturadores hidráulicos                                          | Discos de freio Girling nas 4 rodas, Aturadores hidráulicos                                          |
| Sistema de direção:               | Pinhão e Cremalheira                                                                                 | Pinhão e Cremalheira                                                                                 | Pinhão e Cremalheira                                                                                 |
| Tipo de estrutura:                | Monocoque                                                                                            | Monocoque                                                                                            | Monocoque                                                                                            |
| Peso seco:                        | 1 125 kg (2 480 lb)                                                                                  | 1 298 kg (2 862 lb)                                                                                  | 1 298 kg (2 862 lb)                                                                                  |
| Bitola Dianteira/ Traseira:       | 1 400 mm (55,12 in) / 1 400 mm (55,12 in)                                                            | 1 400 mm (55,12 in) / 1 400 mm (55,12 in)                                                            | 1 400 mm (55,12 in) / 1 540 mm (60,63 in)                                                            |
| Entre eixos:                      | 2 500 mm (98,43 in)                                                                                  | 2 500 mm (98,43 in)                                                                                  | 2 500 mm (98,43 in)                                                                                  |
| Comprimento:                      | 4 360 mm (171,7 in)                                                                                  | 4 360 mm (171,7 in)                                                                                  | 4 360 mm (171,7 in)                                                                                  |
| Largura:                          | 1 760 mm (69,29 in)                                                                                  | 1 760 mm (69,29 in)                                                                                  | 1 780 mm (70,08 in)                                                                                  |
| Altura:                           | 1 060 mm (41,73 in)                                                                                  | 1 060 mm (41,73 in)                                                                                  | 1 060 mm (41,73 in)                                                                                  |
| Pneus:                            | Pirelli Cinturato 72 205 VR-15                                                                       | GR70 VR 15                                                                                           | FR70 HR 15 front, GR70 VR 15 rear                                                                    |
| Velocidade máxima (aferido):      | | 276 km/h (171 mph)                                                                                   | |
| 0–60 mph (0-97 km/h) (aferido):   | 7.0                                                                                                  | 6.7 sec                                                                                              | |
| Consumo de combustivel (aferido): | | 21 L/100 km                                                                                          | |

## 40º Aniversário Lamborghini

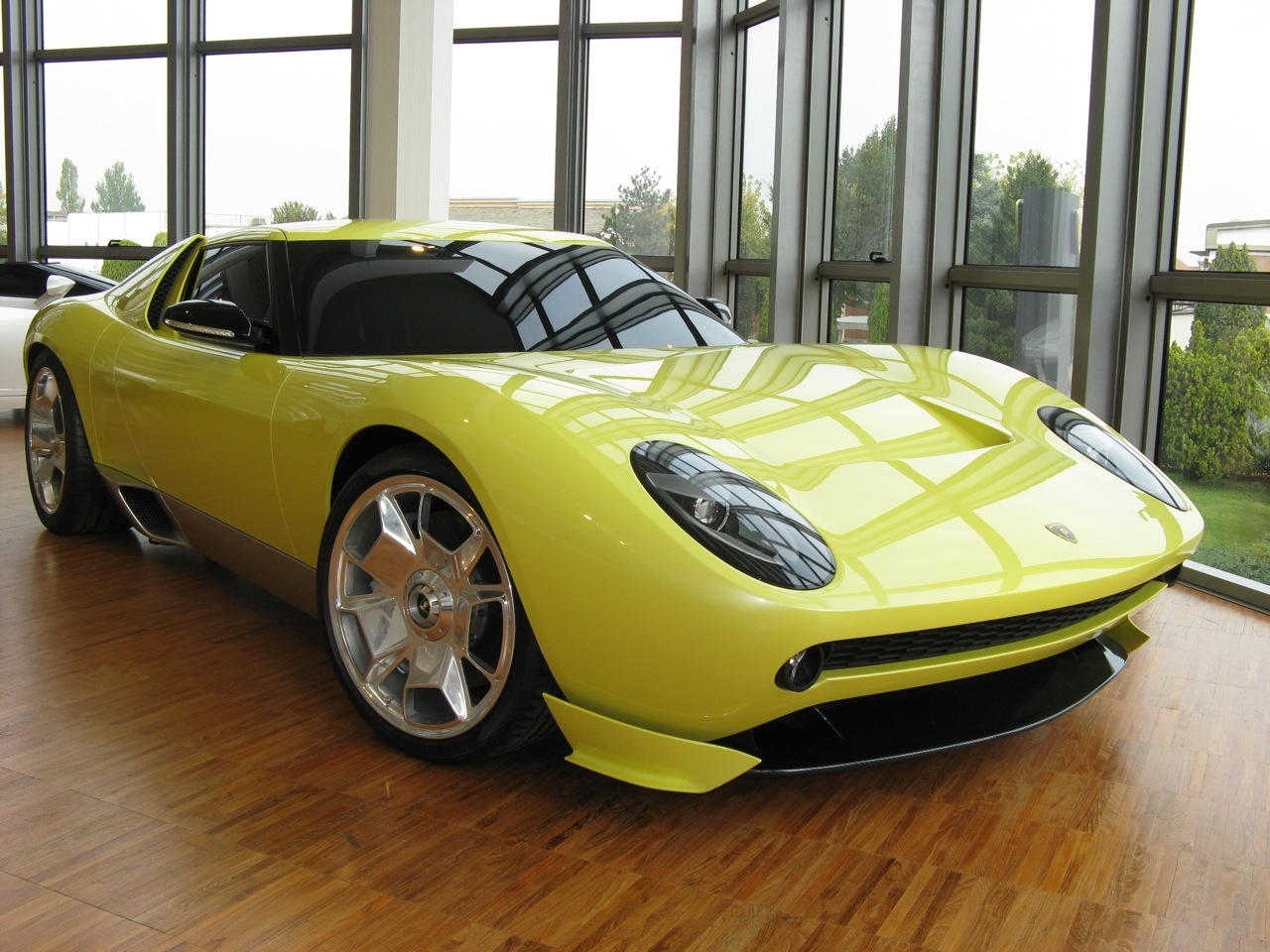
O Lamborghini Miura Concept 2006

O Lamborghini Miura Concept foi um carro conceito com estilo retro que Lamborghini apresentou na Paley Center for Media (anteriormente conhecido como "Museum of Television & Radio" — Museu americano da televisão e rádio), no dia 5 de janeiro de 2006. A apresentação coincidiu com o Los Angeles Auto Show, de forma que o carro não teve como está presente no salão. O carro foi feito para comemorar o 40º aniversário da primeira apresentação do conceito original do Miura no Salão Internacional do Automóvel de Genebra em 1966. O conceito fez sua estréia oficial no Salão Internacional de Automóvel Norte-Americano em Detroit duas semanas depois.
Esse foi o primeiro projeto a ser assinado por Walter de'Silva como chefe de design da Lamborghini. O veículo lembra muito o modelo original do Miura, porém todo seu projeto mecânico é baseado Lamborghini Murciélago. Na época, o presidente e CEO da empresa, Stefan Winkelmann afirmou que o conceito não marcaria o retorno do Miura à produção, Disse ele: “O Miura foi a celebração de nossa historia, mas a Lamborghini é sobre o futuro. design Retro não é o que a gente faz. Então não iremos produzir o Miura.”
O Miura concept hoje encontra-se exposto no Museu Lamborghini em Sant'Agata Bolognese, na Itália.

## 2016 Lamborghini Special edition Aventador Miura Homage
Para celebrar o 50º aniversario do Lamborghini Miura – o percursor de todos os carros esportivos movidos por um motor V12 da Lamborghini – a Lamborghini revelou o Aventador Miura Homage. A edição especial do carro foi criada pela divisão de personalização da companhia de Ad Personam.
A edição especial foi limitada a 50 unidades, sendo oferecida em um pintura de duas partes. Todas as 18 cores originais do miura estavam disponíveis como cor principal e para a cor secundaria era disponibilizado dourado ou prata fosco.